# Wolodymyr Morhun

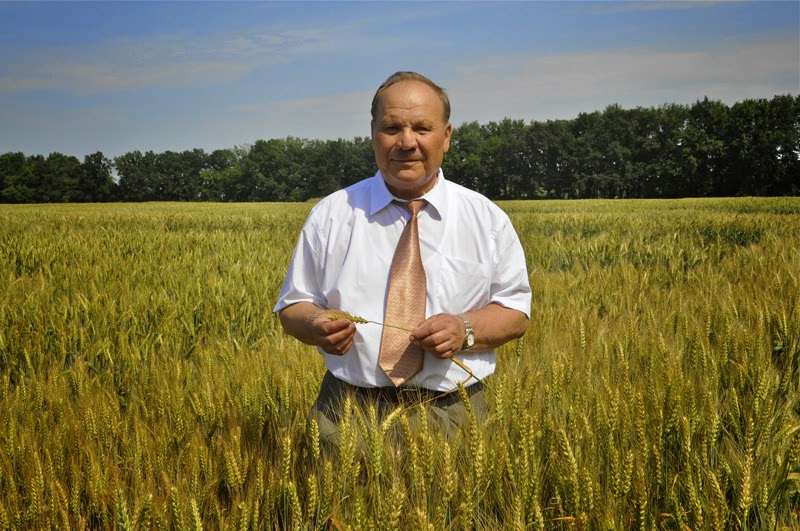
Wolodymyr Morhun, 2012

Wolodymyr Wassylowytsch Morhun (ukrainisch Володимир Васильович Моргун, russisch Владимир Васильевич Моргун Wladimir Wassiljewitsch Morgun; * 10. März 1938 in Nowoselyzja, Ukrainische SSR) ist ein ukrainischer Genetiker und Pflanzenzüchter.

## Leben
Wolodymyr Morhun wurde in der Oblast Tscherkassy als Sohn einer Bauernfamilie geboren und besuchte bis 1958 eine Landwirtschaftsschule und daran anschließend bis 1963 die Fakultät für Agronomie der ukrainischen Landwirtschaftsakademie in Kiew. 1980 wurde er Doktor der biologischen Wissenschaften. 1990 wurde er Mitglied der Nationalen Akademie der Wissenschaften der Ukraine. Er ist Direktor des Instituts für Pflanzenphysiologie und Genetik der Akademie sowie Mitglied deren Präsidiums und Sekretär der Abteilung für Allgemeine Biologie der Akademie.
Sein Hauptforschungsgebiet ist die genetische Verbesserung von Kulturpflanzen, im Wesentlichen von Weizen und Mais. Er entwickelte die Theorie der induzierten Mutations-Variabilität, erforscht die genetische Verbesserung von Mutationszüchtungen und ist Autor von über 540 wissenschaftlichen Arbeiten, darunter 10 Büchern.

## Ehrungen
Wolodymyr Morhun erhielt zahlreiche Ehrungen, darunter:
- 2008 der Titel Held der Ukraine[2]
- 2003 Orden des Fürsten Jaroslaw des Weisen 5. Klasse[2]
- 2001 Ehrenakademiemitglied der Ungarischen Akademie der Wissenschaften[2]
- 1998 Verdienter Wissenschaftler der Ukraine[2]
- 1982 Staatspreis der UdSSR für Wissenschaft und Technik
- Staatspreis der Ukraine für Wissenschaft und Technik
- Ehrenzeichen der Sowjetunion
- Orden der Oktoberrevolution
- Medaille „Veteran der Arbeit“
- Medaille „Zum 1500-jährigen Jubiläum Kiews“